# Ron Bumblefoot Thal

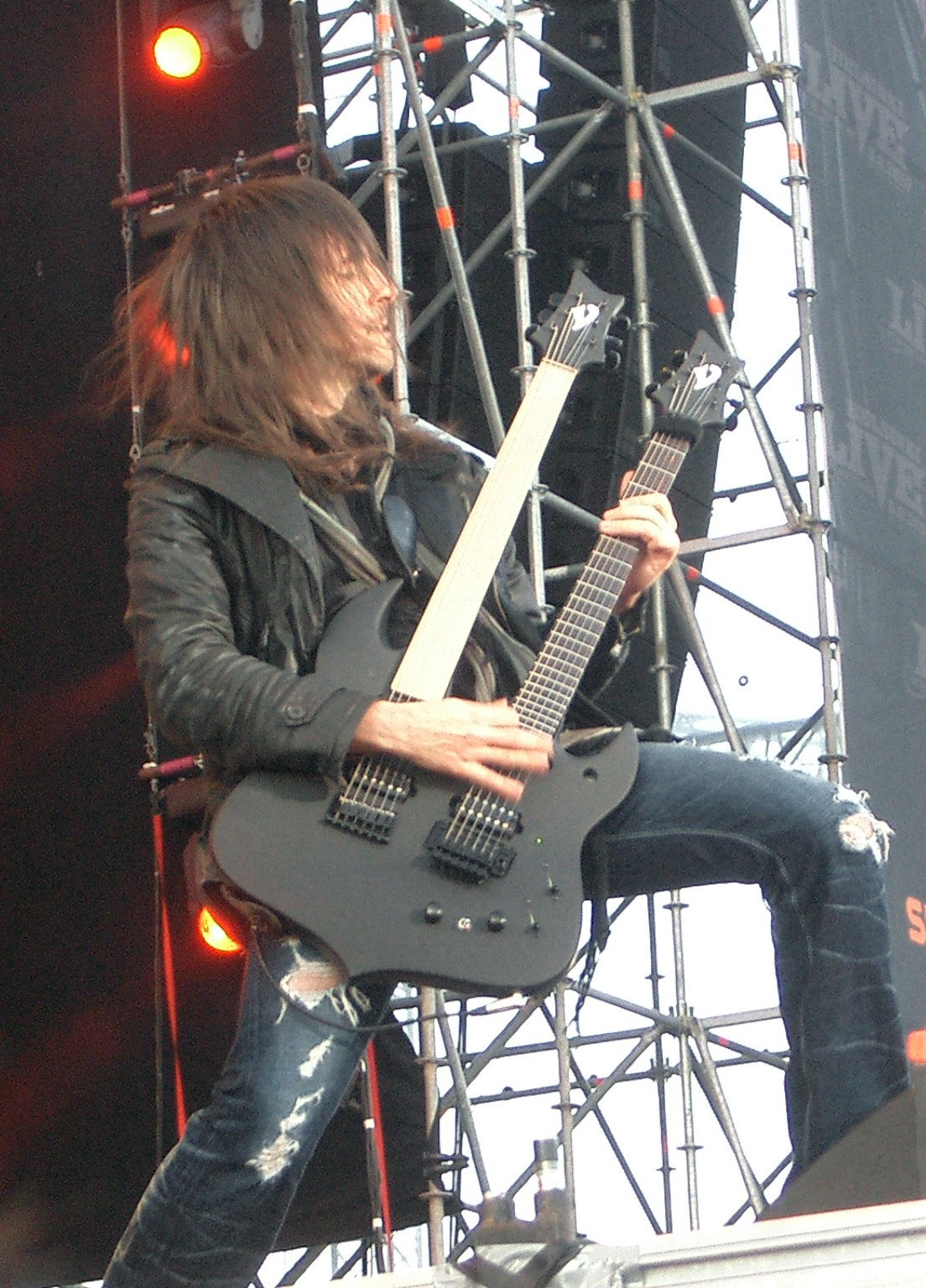
Ron „Bumblefoot“ Thal (2010)

Ron „Bumblefoot“ Thal (* 25. September 1969 in Brooklyn, New York City als Ronald Jay Blumenthal) ist ein US-amerikanischer Rock-Gitarrist, Songwriter und Produzent. Er war von 2006 bis 2015 Mitglied von Guns N’ Roses und teilte sich dort zusammen mit DJ Ashba und Richard Fortus die Lead- und Rhythmus-Gitarre. Darüber hinaus ist er in den Bands Art of Anarchy und Sons of Apollo aktiv.

## Künstlername
Thal hat sich nach der bakteriellen Infektion Bumblefoot benannt. Diesen Begriff hörte er bei seiner Frau, die eine Ausbildung in der Veterinärmedizin absolvierte.

## Musik
Ron Thal begann im Alter von sechs Jahren Musik zu machen. Anfangs wollte er Bass und Schlagzeug spielen, war darin aber wenig erfolgreich und begann deshalb Gitarre zu spielen. Seine erste Band gründete er im Alter von sieben Jahren mit seinem Bruder Jeff. Im Alter von acht Jahren bekam er erstmals privaten Gitarren-Unterricht. Er spielte in mehreren Bands, die hauptsächlich bekannte Lieder von Bands wie Kiss, Guns N’ Roses und Led Zeppelin interpretierten.

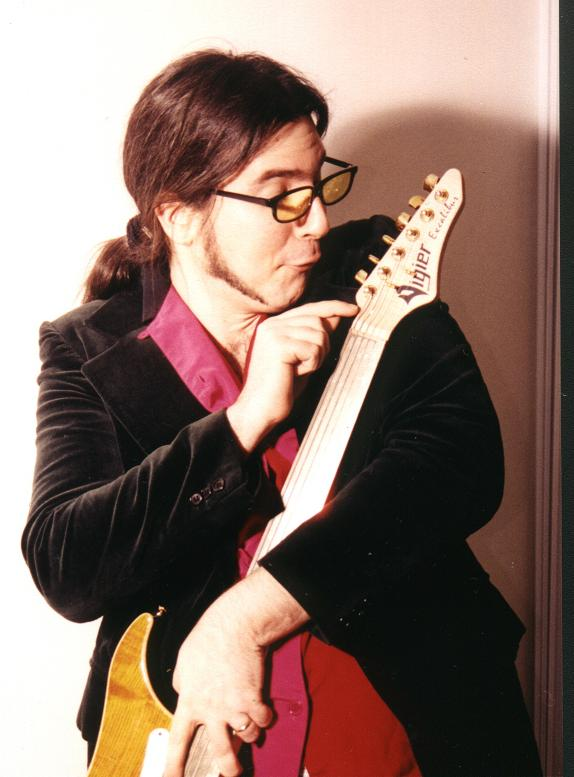
Thal in den 1990er Jahren

### Alben

#### Ominous Guitarists from the Unknown
Seine erste Veröffentlichung auf einem Major-Release war auf dem von Shrapnel Records veröffentlichten Werk „Ominous Guitarists From The Unknown“ zu dem er eine E-Gitarren-Interpretation von Chopin’s „Fantasie“ beisteuerte.

#### The Adventures of Bumblefoot
Das erste eigene Album erschien 1995 ebenfalls bei Shrapnel Records. Das Album namens The Adventures of Bumblefoot, das er noch unter dem Namen Ron Thal veröffentlichte, zeigte bereits seine abwechslungsreiche, experimentelle Spielweise. Die Musikrichtung kann wohl am besten als eine Mischung aus Hardrock und Progressive Metal mit Funk-, Jazz- und Flamenco-Einflüssen beschrieben werden.

#### Hermit
Sein zweites Album Hermit, das ebenfalls bei Shrapnel Records veröffentlicht wurde, unterscheidet sich stark von seinem Debüt-Album. Im Gegensatz zum Album Bumblefoot, das hauptsächlich instrumental ist und auf melodischen Gesang komplett verzichtet, kann man ihn auf „Hermit“ erstmals singen hören. Bei der Entstehung von Hermit ließ sich Thal von vielen verschiedenen Stilen der Rockmusik und teilweise von Hip-Hop beeinflussen.

#### Hands
Das erste Album, das er unter seinem Pseudonym „Bumblefoot“ veröffentlichte war sein drittes Werk mit dem Namen Hands. Nach der Trennung von Shrapnel Records, produzierte und veröffentlichte er das 1998 Album auf seinem eigenen Label Hermit Inc. Die Haupteinflüsse bei diesem Album waren Musikrichtungen wie Hard Rock, Metal, Grunge und Shredding.

#### 9.11
Veröffentlicht im November 2001

#### Uncool
Veröffentlicht im Februar 2002

#### Forgotten Anthology
Veröffentlicht im April 2003

#### Normal
Veröffentlicht im Dezember 2005

#### Abnormal
Veröffentlicht am 1. Juli 2008

#### Barefoot
Veröffentlicht im Dezember 2008

Das Akustik-Album mit fünf Titeln, die für die Akustik-Version neu arrangiert wurden, plus 5 Instrumentalversionen, die Radioversion von „Abnormal“ und einer Version von „Delilah“ für Gitarre und Gesang.

## Gitarren
Bumblefoot ist neben seiner progressiven, virtuosen Musik auch für seine außergewöhnlichen Gitarren bekannt. Im Alter von zwölf Jahren begann er das Aussehen seiner Gitarren zu verändern, in dem er sie mit reflektierenden Folien und Bildern beklebte oder Teile des Korpus bearbeitete/entfernte. Bekannte Modelle, die dabei einstanden sind zum Beispiel die „Hand Guitar“ und die „Swiss Cheese Guitar“. Aktuell spielt er Modelle der französischen Gitarrenbauer Vigier, die ihm mehrere „Signatur“-Modelle entworfen und gebaut haben. Für die Aufnahmen und Konzerte mit Guns N’ Roses verwendete er Modelle von Gibson, wie die Les Paul und Flying V.

### Signature und Custom Vigier Guitars

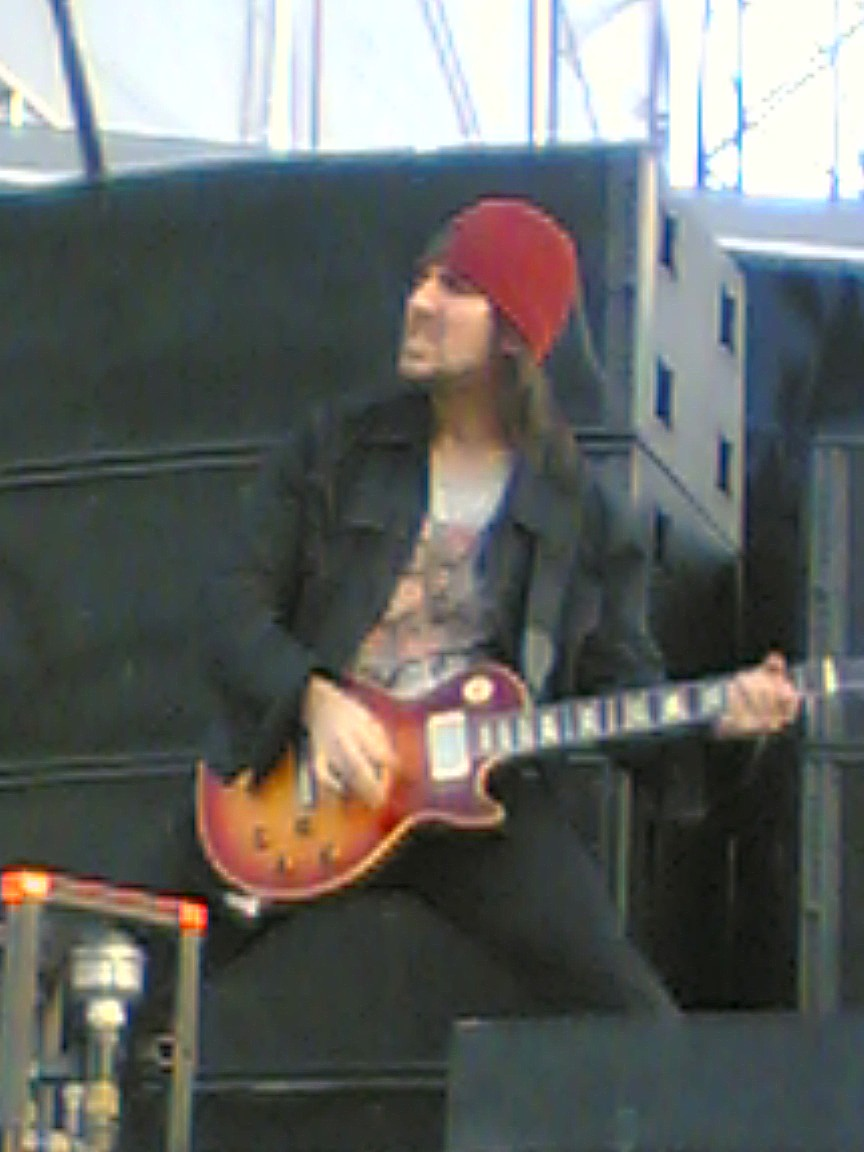
Bumblefoot mit seiner Gibson Les Paul bei einem Guns-N’-Roses-Konzert

#### Vigier Excalibur Bfoot Signature
Im Januar 2006 kam die Excalibur Bfoot Signature Gitarre auf den Markt. Diese Gitarre basiert auf der Vigier Excalibur und wurde von Thal mit einem „Roland guitar synth“-Pickup erweitert. Außerdem ist in die Gitarre ein Fingerhut integriert, der sich leicht herausnehmen lässt und als Bottleneck genutzt werden kann. Thal nutzt dies unter anderem bei seinem Song „Guitars Suck“ um höhere Noten zu spielen als es das Griffbrett zulässt.

#### Vigier Surfreter Fretless Guitar
Seit Januar 1999 spielt Thal regelmäßig die Surfreter Fretless Guitar. Diese bundfreie Gitarre hat er bei zahlreichen eigenen Songs, wie „Raygun“ und als Gastmusiker bei Werken anderer Musiker benutzt.

#### B.B.F.S.C.G. (Bumblefoot Swiss Cheese Guitar)
Im Januar 2005 fertigte Vigier zehn Exemplare der Bumblefoot Swiss Cheese Guitar nach dem Vorbild der Swiss Cheese Guitar, die Thal in den achtziger Jahren selbst aus einer „Ibanez Roadstar RS135BK“ angefertigt hat und bis 1997 die Gitarre war, die er am meisten nutzte. Von den zehn Gitarren sind noch zwei Stück im Besitz von Thal. Eine davon wollte er für einen guten Zweck versteigern, sobald das lange angekündigte Guns-N’-Roses-Album Chinese Democracy erscheinen würde.